# Darrian Cars
Darrian Cars ist ein britischer Hersteller von Automobilen. Eine Quelle verwendet auch die Firmierung Team Duffee Engineering.

## Unternehmensgeschichte
Tim Duffee, der zuvor für Davrian tätig war, gründete 1984 das Unternehmen in Pontrhydfendigaid in Wales. Er begann 1985 mit der Produktion von Automobilen und Kits. Der Markenname lautet Darrian. Inzwischen befindet sich das Unternehmen in Llangybi bei Lampeter, ebenfalls in Wales. Insgesamt entstanden bisher fast 100 Exemplare.

## Fahrzeuge
Der T 9 war das erste Modell. Er basierte auf den Modellen von Davrian. Dies war ein kleines Coupé, besonders geeignet für Rennen. Ein Vierzylindermotor von Ford war in Mittelmotorbauweise hinter den Sitzen montiert. Zwischen 1985 und 1990 entstanden etwa 39 Fahrzeuge.
Der T 90 war die Weiterentwicklung. Robin Herd war daran beteiligt. Dieses Modell fand zwischen 1990 und 1996 etwa 26 Käufer.
Daraus entstand der T 90 GTR, der seit 1996 im Angebot steht. Bisher entstanden etwa 20 Fahrzeuge.
Eine große Ausnahme im Modellangebot stellte der Monte Carlo MC 220 Berlinette dar. Dies war die Nachbildung des Alpine A 110. Der Neupreis lag bei rund 25.000 Pfund und war damit zu teuer für einen größeren Markterfolg. Zwischen 2001 und 2002 entstanden nur etwa vier Exemplare. Laut einer anderen Quelle war dieses Modell bereits vor der Jahrtausendwende erhältlich.